# 黑色星期三
黑色星期三（英語：Black Wednesday）是指1992年9月16日英国保守党政府因无力维持英镑的汇率下限而被迫退出欧洲汇率体系（ERM）。著名投资经理人乔治·索罗斯通过大量做空英镑而获利超过10亿美元。据英国财政部于1997年的估计，英国为此付出了34亿美元的代价。

## 历史
英国最初于1990年加入欧洲汇率体系。根据规定，各成员国有责任使本国货币汇率的波动稳定在一定范围之内。两德统一之后，德国为缓解通货膨胀压力而提升利率，给包括英国在内的许多为刺激经济增长而实行低利率的国家造成了很大压力。英镑对马克间的汇率开始大跌，汇率逐渐逼近欧洲汇率体系规定的下限2.778。1992年9月16日上午，在财相諾曼·拉蒙特主持下，英国政府决定将利率由10%提升至15%，但无力缓解英镑下跌之势。当天晚上，英国最终决定退出欧洲汇率体系，并将利率下调至12%。次日，又降回原先的10%。